# Бласко де Португаль
Бласко де Португаль (исп. Blasco de Portugal, ум. 1353) — священнослужитель, занимавший должность епископа Сеговии в 1351 — 1353 годах. Судя по фамилии, он считается уроженцем Королевства Португалия, хотя сведений о его принадлежности нет.
Он должен был вступить в должность 30 мая 1351 года, а последние известия о его правлении в епархии датируются 21 апреля 1353 года, когда он санкционировал передачу многих привилегий, подаренных городу на века. Скончался Бласко де Португаль в том же году.